# 小山仁示
小山 仁示（こやま ひとし、1931年（昭和6年）1月23日 - 2012年（平成24年）5月26日）は、日本の歴史学者。専門は日本近現代史。関西大学名誉教授。

## 略歴
和歌山県生まれ。大阪府立生野中学校および大阪府立生野高等学校を経て、1953年に大阪大学文学部史学科を卒業。大阪府立園芸高等学校教諭をしながら、大阪大学大学院日本史学専攻修士課程に進学。1960年、同課程修了。大阪府立市岡高等学校教諭を経て、1966年に関西大学文学部講師に就任。2001年に定年退職、名誉教授となった。
2012年5月26日、肺炎のため死去。
妻の節子（旧姓岸田）は大学の同窓生で、大阪市消費者リーダー協議会初代会長、吹田市消費者相談室コンサルタントを務めた。3児をもうけた。

## 著作

### 単著
- 『日本社会運動思想史論』（ミネルヴァ書房、1965年）
- 『大阪大空襲―大阪が壊滅した日』（東方出版、1985年）
- 『西淀川公害―大気汚染の被害と歴史』（東方出版、1988年）
- 『戦争 差別 公害』（部落解放研究所、1995年）
- 『現代史を見る目―戦争・差別・公害』（部落解放・人権研究所、2001年）
- 『空襲と動員―戦争が終わって60年』（部落解放・人権研究所、2005年）

### 共著
- （楡林達夫・金谷嘉郎）『病気と人間』（三一書房、1966年）
- （田村浩一・水谷博）『公害と環境問題』（法律文化社、1975年）
- （芝村篤樹）『大阪府の百年』（山川出版社、1991年）
- （高橋理喜男・本多俊之）『淀川・中津の野鳥と自然』（東方出版、1993年）

### 編著
- 『田淵豊吉議会演説集（1）―哲人政治家の帝国議会での活動』（関西大学出版・広報部、1973年）
- 『田淵豊吉議会演説集（2）―哲人政治家の帝国議会での活動』（関西大学出版・広報部、1974年）
- 『田淵豊吉議会演説集（3）―哲人政治家の帝国議会での活動』（関西大学出版・広報部、1975年）
- 『大正期の権力と民衆』（法律文化社、1980年）
- 『太平洋戦争下の防空資料―小松警部補の書類綴から』（大阪市史料調査会、1981年）

### 共編著
- （楡林達夫）『日本の医者』（三一書房、1963年）
- （山口光朔）『近代日本の考え方』（法律文化社、1971年）

### 翻訳
- 『米軍資料 日本空襲の全容―マリアナ基地B29部隊』（東方出版、1995年）